# Omar Santana Cabrera
Omar Santana Cabrera (Las Palmas de Gran Canaria, 14 de abril de 1991), más conocido como Omar Santana, es un futbolista español que juega en la posición de centrocampista en el San Fernando C. D. de la Tercera Federación.

## Trayectoria
Nacido en Las Palmas de Gran Canaria, se formó en la Universidad de Las Palmas de Gran Canaria Club de Fútbol. Tras despuntar en el conjunto canario, en 2011 firmó con el Atlético de Madrid para jugar en su equipo filial de Segunda División B.
Pasó las siguientes tres temporadas en el Atlético de Madrid "B" y en agosto de 2014 se comprometió con la entidad gallega del R. C. Celta de Vigo, por una temporada con opción a otras tres, para militar en el filial.
En enero de 2016 emprendió su primera aventura en Polonia firmando por el Wigry Suwałki. A mediados del año siguiente fichó por el Miedź Legnica, con el que consiguió el ascenso a la Ekstraklasa al término de la temporada 2017-18. La siguiente no pudieron mantener la categoría y tuvo mala suerte con las lesiones ya que tuvo unos problemas con el tendón rotuliano que le hicieron perderse diez partidos y solo anotó un gol durante, en concreto en el triunfo 3-2 ante el Lech Poznań. En julio de 2019 expiró su contrato. El 23 de diciembre de ese año regresó al Miedź Legnica para jugar la segunda vuelta de la temporada.[cita requerida]
En agosto de 2020 puso rumbo a Chipre para jugar en el Olympiakos Nicosia F. C. Posteriormente se marchó a Grecia, donde militó en el Atenas Kallithea F. C. y el Lamia F. C., antes de regresar a España en julio de 2024 tras fichar por el San Fernando C. D.

## Clubes
| Club                      | País    | Año       |
| ------------------------- | ------- | --------- |
| Universidad de Las Palmas | España  | 2009-2011 |
| Atlético de Madrid "B"    | España  | 2011-2014 |
| R. C. Celta de Vigo "B"   | España  | 2014-2016 |
| Wigry Suwałki             | Polonia | 2016-2017 |
| Miedź Legnica             | Polonia | 2017-2019 |
| Miedź Legnica             | Polonia | 2020      |
| Olympiakos Nicosia F. C.  | Chipre  | 2020-2021 |
| Atenas Kallithea F. C.    | Grecia  | 2021-2023 |
| Lamia F. C.               | Grecia  | 2023-2024 |
| San Fernando C. D.        | España  | 2024-     |